# Kerti csiga

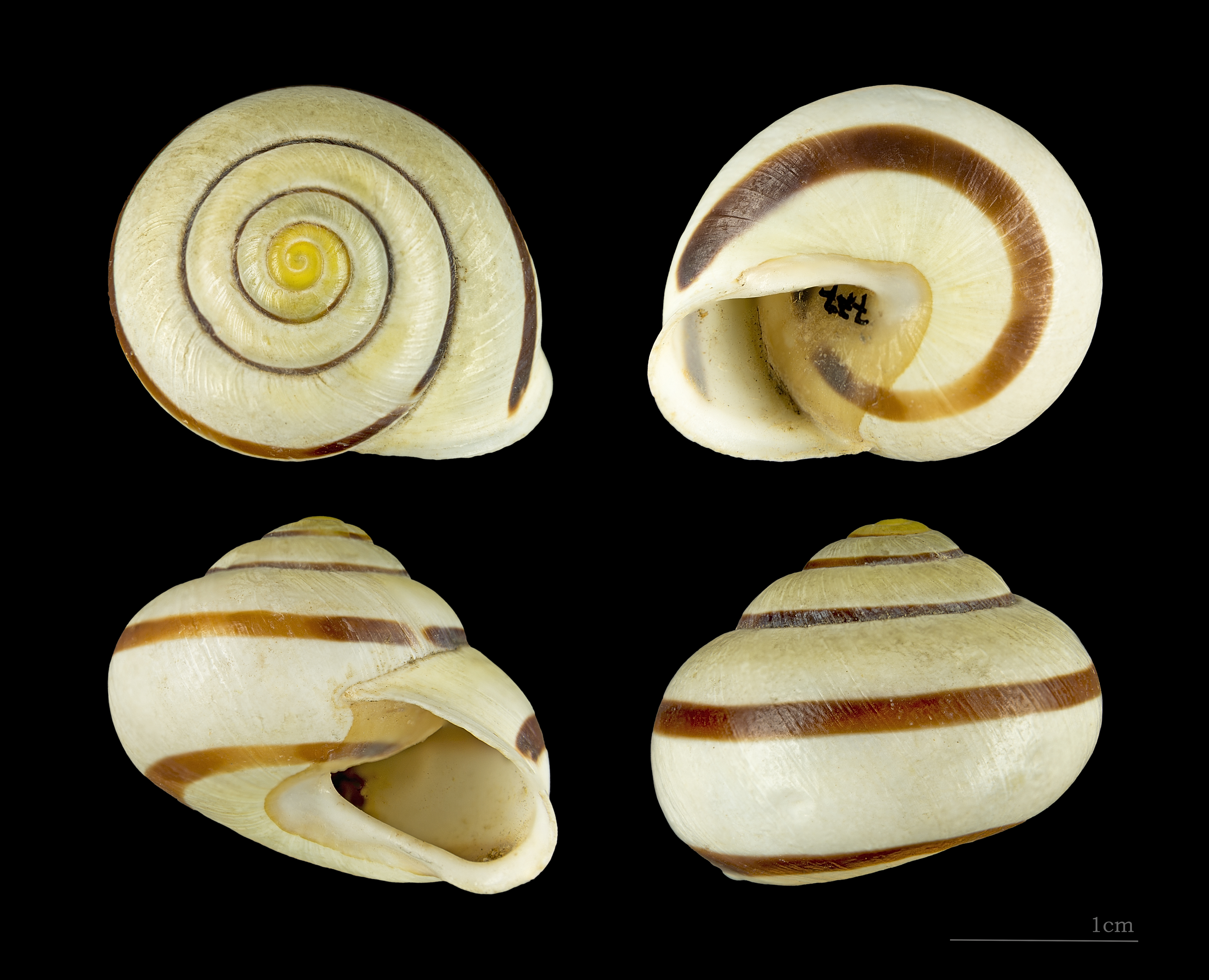
Cepaea hortensis

A kerti csiga (Cepaea hortensis) a csigák (Gastropoda) osztályának a tüdőscsigák (Pulmonata) rendjéhez, ezen belül a főcsigák (Helicidae) családjához tartozó faj. Közepes méretű, közeli rokona a ligeti csigának, továbbá hasonlít a pannon csigához is.

## Elterjedés
Nyugat-Európában és Közép-Európában őshonos.  Míg a kerti csiga Észak-Európában terjed inkább, addig a ligeti csiga sikeresebb hódítónak bizonyult az Amerikai Egyesült Államok északkeleti részén.

## Élőhelyigény
A két faj élőhelyigénye hasonló: a fás, homokos, füves területeket kedvelik, de a kerti csiga jobban tolerálja a nedvesebb és hidegebb körülményeket mint a ligeti csiga.

## Csigaház jellemzői
A kerti csiga körülbelül 2,5 cm átmérőjű, valamivel kisebb a ligeti csigánál. Házának színe és csíkozása nagyon változatos. Színe leggyakrabban sárga, melyet sokszor barna csík is díszít, de nem ritkák  a csík nélküli példányok sem. A kerti csigát a  kifejlett egyed házának fehér szájadékáról lehet megkülönböztetni a ligeti csigától, melynek szájadéka többnyire kávébarna. A szintén hasonló pannon csiga szájadéka világosabb barna, és a háza jellegzetesen barázdált, amit nemcsak látni lehet, hanem ki is tapintható.

## Szaporodás
A fehérszájú kerticsiga  nyálkával borított mésztüskével, vagy más néven szerelemtüskével szaporodik.